# 北萱草
北萱草（学名：Hemerocallis esculenta）为萱草科萱草属的植物。分布于日本以及中国大陆的山西、河南、河北、甘肃等地，生长于海拔500米至2,500米的地区，多生长在山坡、山谷和草地，目前尚未由人工引种栽培。